# Thomas Nelson Downs
Pour les articles homonymes, voir Downs.
Thomas Nelson Downs, ou T. Nelson Downs, est un prestidigitateur et acteur de cabaret américain né le 16 mars 1867 et mort le 11 septembre 1938. Il était particulièrement renommé pour son habileté à manipuler des pièces de monnaie, qui lui valut le surnom de « King of Coins » (Roi des pièces),.

## Biographie
Né à Marshalltown, il était le plus jeune des six enfants de Thomas et Cordelia Downs. Sa famille venait de l'état de New York. Son père, surintendant du Comté de Marshall, est mort avant qu'il ait un an.
Nelson Downs n'a jamais pris de cours de magie, il était autodidacte et très jeune il développa une remarquable habileté pour la manipulation de cartes et de pièces. À 12 ans il était déjà un expert.
Par la suite, à l'âge de 17 ans il travailla comme télégraphiste à la compagnie des chemins de fer. Cela lui laissait du temps pour s'entraîner à manipuler les pièces. Si bien qu'en septembre 1895 il quitta ce travail pour se consacrer à sa passion.
Au sommet de son art, il pouvait empaumer 60 pièces d'un seul coup. Un de ses tours les plus célèbres était « le rêve de l'avare » qui consistait à "cueillir" un grand nombre de pièces de monnaie en l'air et à les déposer dans un seau à champagne.
Downs a écrit plusieurs livres sur la magie, avant et après sa retraite. Le premier, Modern Coin Manipulation, publié en 1900, est encore réimprimé aujourd'hui. Il est également l'auteur de Tricks with Coins (1902) et The Art of Magic (1909). 
Downs a eu un fils de sa première épouse, Nellie Stone, morte en couches en 1895. Il s'est remarié le 3 juin 1905 avec Harriett Rocky. Il a pris sa retraite vers 1928.
Downs est mort le 11 septembre 1938 à Marshalltown. Il avait auparavant eu une attaque qui l'avait laissé paralysé du côté gauche. Il a été enterré au cimetière de Riverside à Marshalltown. Sa pierre tombale porte l'inscription « King of Coins ».